# Gugnécourt
Gugnécourt est une commune française située dans le département des Vosges en région Grand Est et membre de la communauté de communes du Vallon des Vosges.

## Géographie

### Localisation
La commune est à 1,6 km de Girecourt-sur-Durbion, 3,1 de Destord et Grandvillers et 3,1 de Vimenil.

### Géologie et relief
La commune se compose de 28,66 hectares de territoires artificialisés (5,59 %), 327,10 hectares de territoires agricoles (63,76 %) et 157,03 hectares de forêts et milieux semi-naturels (30,61 %).

### Hydrographie et les eaux souterraines
Hydrogéologie et climatologie : Système d’information pour la gestion des eaux souterraines du bassin Rhin-Meuse :
Territoire communal : Occupation du sol (Corinne Land Cover); Cours d'eau (BD Carthage),
Géologie : Carte géologique; Coupes géologiques et techniques,
 Hydrogéologie : Masses d'eau souterraine; BD Lisa; Cartes piézométriques.
La commune est située dans le bassin versant du Rhin au sein du bassin Rhin-Meuse. Elle est drainée par le Durbion, le ruisseau de Fontenay et le ruisseau de la Chapelle,.
Le Durbion, d'une longueur totale de 35,1 km, prend sa source dans la commune de Méménil et se jette  dans la Moselle à Châtel-sur-Moselle, après avoir traversé douze communes.

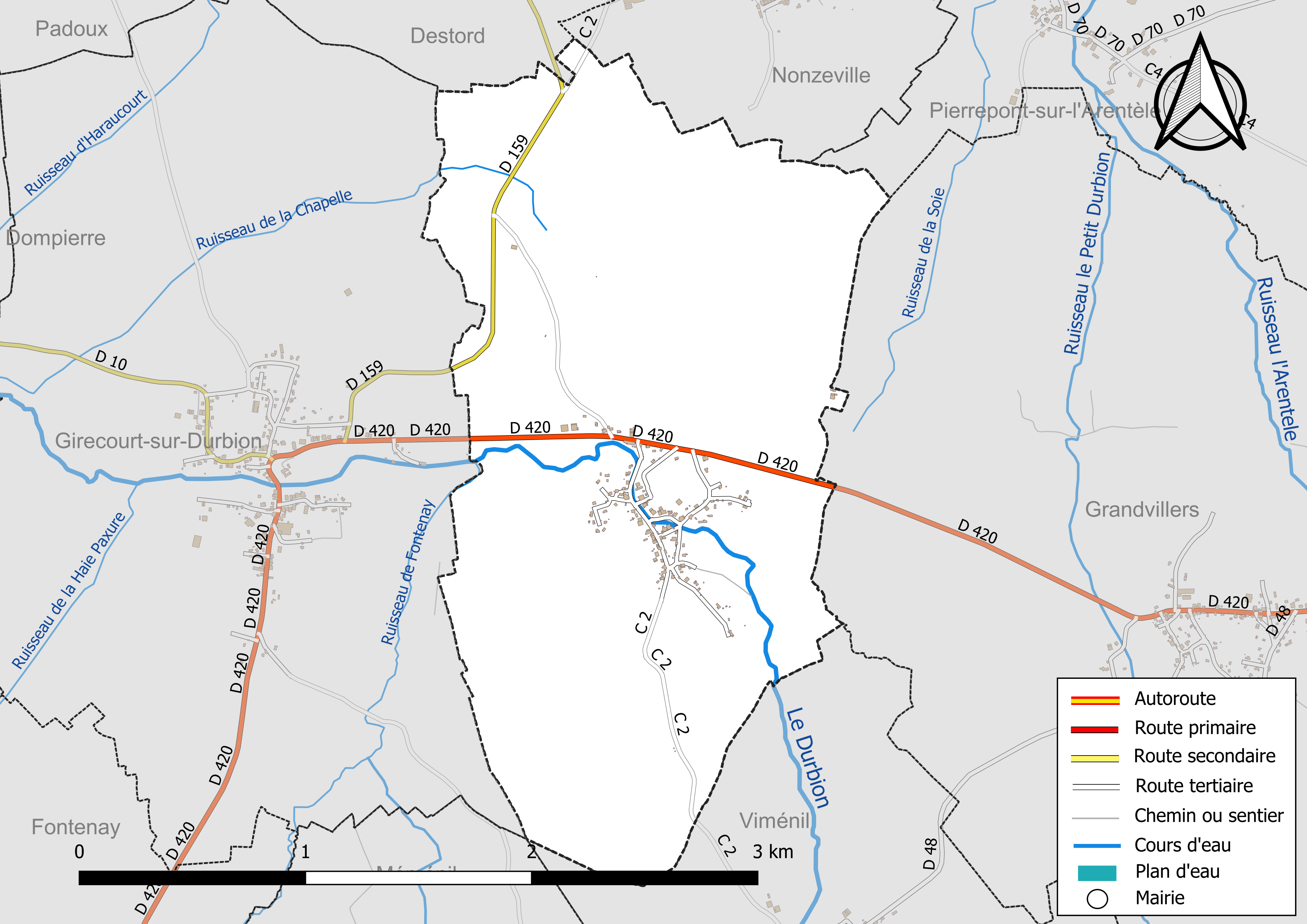
Réseaux hydrographique et routier de Gugnécourt.

La qualité des eaux de baignade et des cours d’eau peut être consultée sur un site dédié géré par les agences de l’eau et l’Agence française pour la biodiversité.

### Climat
Pour des articles plus généraux, voir Climat du Grand Est et Climat des Vosges.
En 2010, le climat de la commune est de type climat de montagne, selon une étude du Centre national de la recherche scientifique s'appuyant sur une série de données couvrant la période 1971-2000. En 2020, Météo-France publie une typologie des climats de la France métropolitaine dans laquelle la commune est exposée à un climat semi-continental et est dans la région climatique  Vosges, caractérisée par une pluviométrie très élevée (1 500 à 2 000 mm/an) en toutes saisons et un hiver rude (moins de 1 °C). 
Pour la période 1971-2000, la température annuelle moyenne est de 9,5 °C, avec une amplitude thermique annuelle de 17 °C. Le cumul annuel moyen de précipitations est de 952 mm, avec 12,8 jours de précipitations en janvier et 10,5 jours en juillet. Pour la période 1991-2020, la température moyenne annuelle observée sur la station météorologique de Météo-France la plus proche, « Le Roulier_sapc », sur la commune du Roulier à 8 km à vol d'oiseau, est de 10,2 °C et le cumul annuel moyen de précipitations est de 1 000,2 mm. 
La température maximale relevée sur cette station est de 38,1 °C, atteinte le 25 juillet 2019 ; la température minimale est de −18,3 °C, atteinte le 20 décembre 2009,,. 
Les paramètres climatiques de la commune ont été estimés pour le milieu du siècle (2041-2070) selon différents scénarios d'émission de gaz à effet de serre à partir des nouvelles projections climatiques de référence DRIAS-2020. Ils sont consultables sur un site dédié publié par Météo-France en novembre 2022.

## Urbanisme

### Typologie
Au 1er janvier 2024, Gugnécourt est catégorisée commune rurale à habitat dispersé, selon la nouvelle grille communale de densité à sept niveaux définie par l'Insee en 2022.
Elle est située hors unité urbaine. Par ailleurs la commune fait partie de l'aire d'attraction d'Épinal, dont elle est une commune de la couronne,. Cette aire, qui regroupe 118 communes, est catégorisée dans les aires de 50 000 à moins de 200 000 habitants,.

### Occupation des sols
L'occupation des sols de la commune, telle qu'elle ressort de la base de données européenne d’occupation biophysique des sols Corine Land Cover (CLC), est marquée par l'importance des territoires agricoles (63,5 % en 2018), en diminution par rapport à 1990 (68,6 %). La répartition détaillée en 2018 est la suivante : 
forêts (31 %), zones agricoles hétérogènes (29,7 %), prairies (25,7 %), terres arables (8,1 %), zones urbanisées (5,6 %). L'évolution de l’occupation des sols de la commune et de ses infrastructures peut être observée sur les différentes représentations cartographiques du territoire : la carte de Cassini (XVIIIe siècle), la carte d'état-major (1820-1866) et les cartes ou photos aériennes de l'IGN pour la période actuelle (1950 à aujourd'hui).

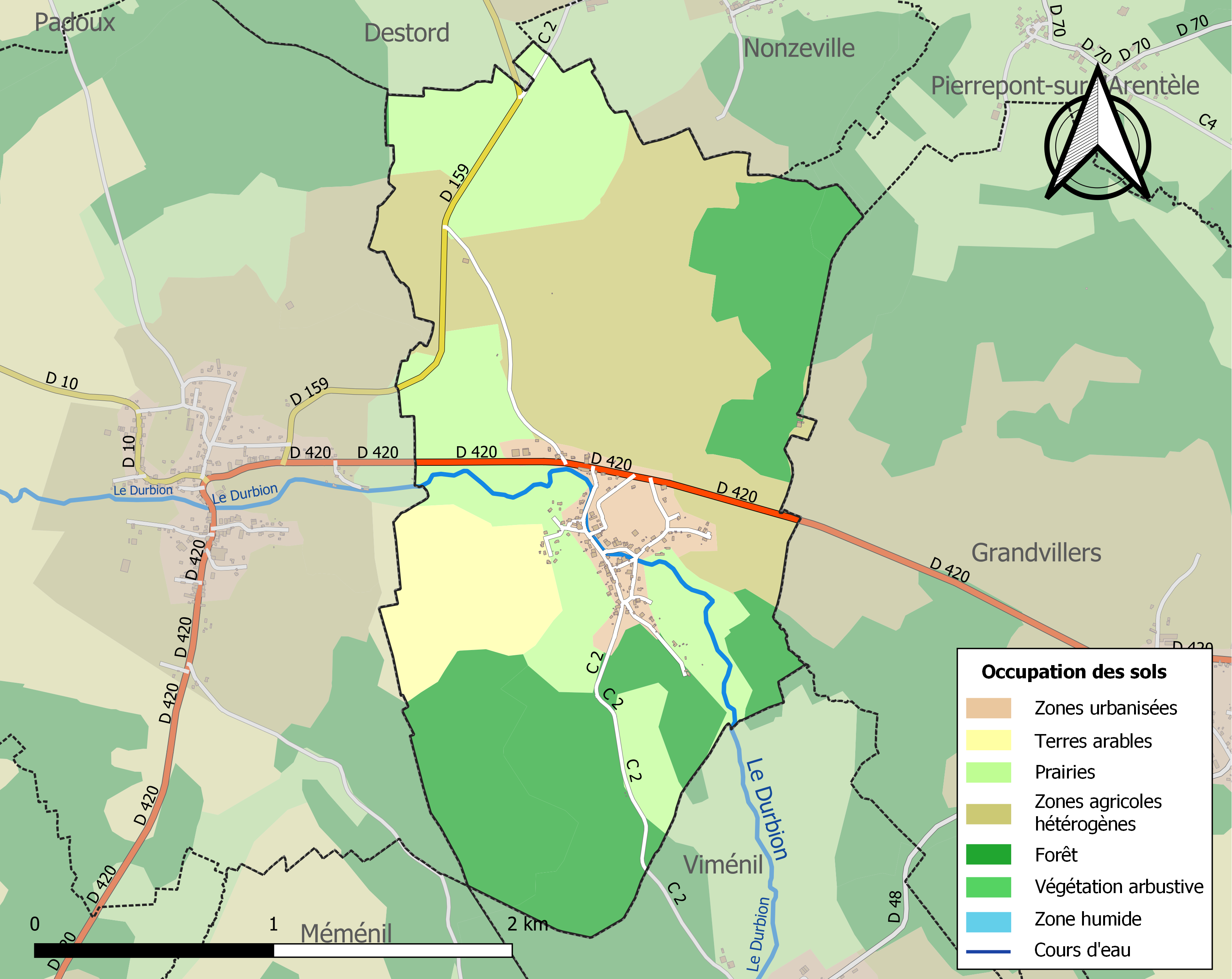
Carte des infrastructures et de l'occupation des sols de la commune en 2018 (CLC).

### Voies de communications et transports

#### Voies routières
- A31 (aussi appelée autoroute de Lorraine-Bourgogne). Vittel > Échangeur Bulgnéville[17].

#### Transports en commun

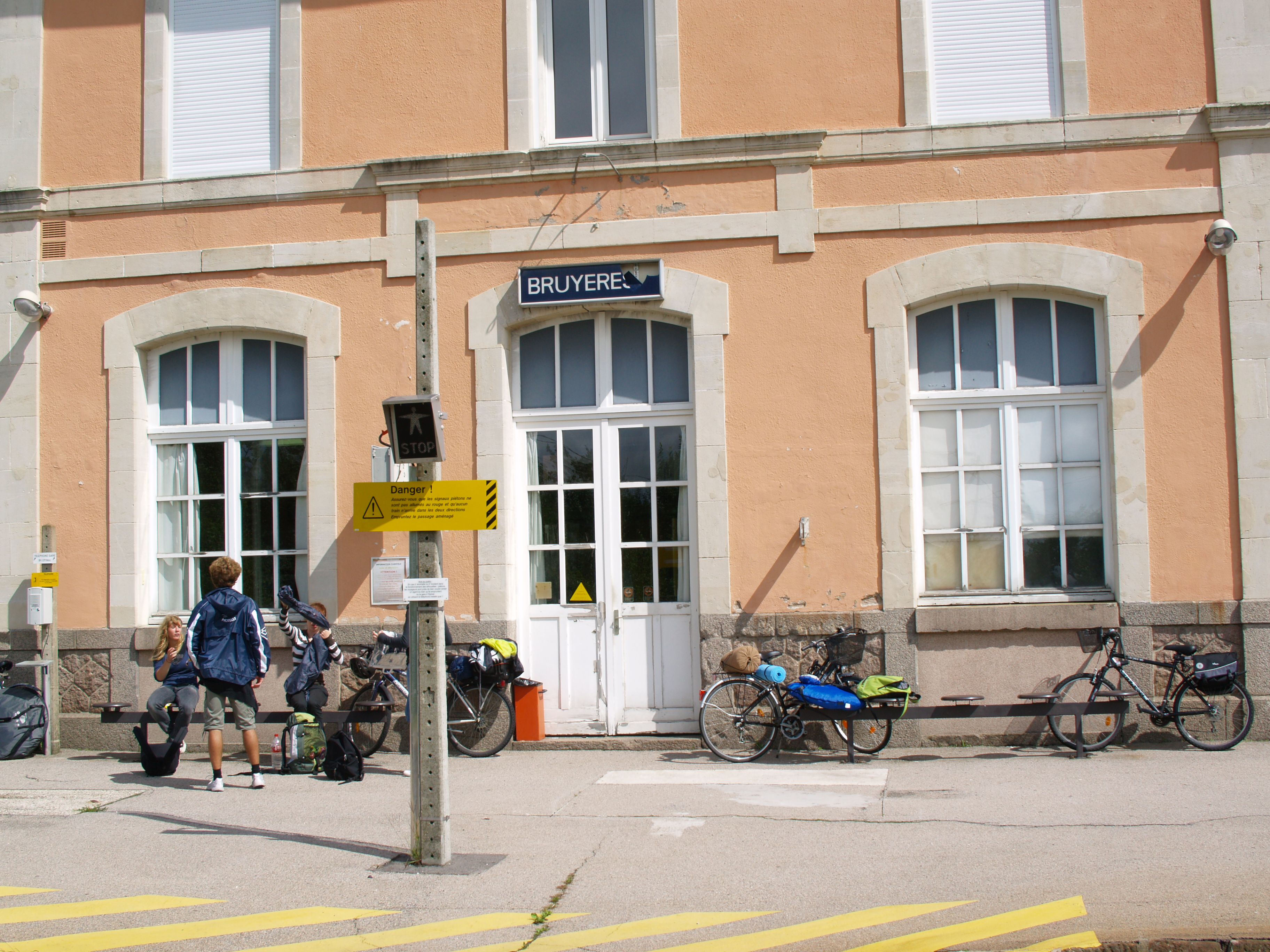
Gare de Bruyères.

- Fluo Grand Est.

#### Lignes SNCF
- Gare de Bruyères.

#### Transports aériens
- L'Aéroport d'Épinal-Mirecourt « Vosges Aéroport ».

À partir de l'été 2021, l’aéroport d’Épinal-Mirecourt est devenu le "pélicandrome" de la Zone Est et servira ainsi de base de ravitaillement et d’intervention pour les avions bombardiers d’eau connus sous le nom de Dash 8.
- Aéroport de Colmar - Houssen.
- Aéroport de Nancy-Essey.

## Toponymie
Le nom de la localité est attesté sous les formes H. de Guineicurt (XIIe siècle) ; On ban de Guheneycort (1280) ; Gugneicour (1298) ; Guigniecourt (XIVe siècle) ; Gugneicourt (XIVe siècle) ; Geugnecourt (1487) ; Gugnecourt, Gugneycourt (1504) ; Gugnecuria (1505) ; Parrochialis ecclesie de Gognacuria (1507) ; Gugniecourt (1508) ; Gugnecourt (1552) ; Gugnicourt (1574) ; Mairie de Gugniecourt (1628) ; Gognicour (1656) ; Gugneicourt, Guignecuria (1768) ; Gugnécourt,…  on dit aussi Guignécourt (1779).

## Histoire
Gugnécourt formait, avec Viménil, un ban qui appartenait au bailliage de Bruyères. Au spirituel, la paroisse de Gugnécourt, dont dépendait Viménil, relevait du patronage de l’abbé de Moyenmoutier, les dîmes étant partagées, moitié au curé, moitié à Moyenmoutier.
À la Révolution, Gugnécourt fut un chef-lieu de canton très éphémère, suppléé par Girecourt-sur-Durbion dès le 11 mai 1790. Ce canton fut absorbé par celui de Bruyères en l'an X.
Le village était l’une des six communes vosgiennes les plus impactées par la tempête du 26 décembre 1999.

## Politique et administration

### Découpage territorial
Gugnécourt fut une des communes fondatrices de la communauté de communes de l'Arentèle-Durbion-Pado dont elle a été membre de 2003 à 2013.
Depuis le 1er janvier 2014 elle est intégrée à la communauté de communes Vologne-Durbion.
Par arrêté préfectoral du 15 septembre 2023, la commune est retirée le 1er janvier 2024 de l'arrondissement d'Épinal et rattachée à l'arrondissement de Saint-Dié-des-Vosges.

### Liste des maires
| Période                                  | Période                    | Identité                   | Étiquette | Qualité      |
| ---------------------------------------- | -------------------------- | -------------------------- | --------- | ------------ |
| Les données manquantes sont à compléter. |                            |                            |           |              |
| avant 1981                               | ?                          | Jean Gérardot              | PS        |              |
| mars 1983                                | juin 1995                  | Pierre Rouhier (1920-2010) |           |              |
| Juin 1995                                | En cours (au 28 juin 2020) | Lucien Deblay              | DVD       | Ancien cadre |

### Budget et fiscalité 2023

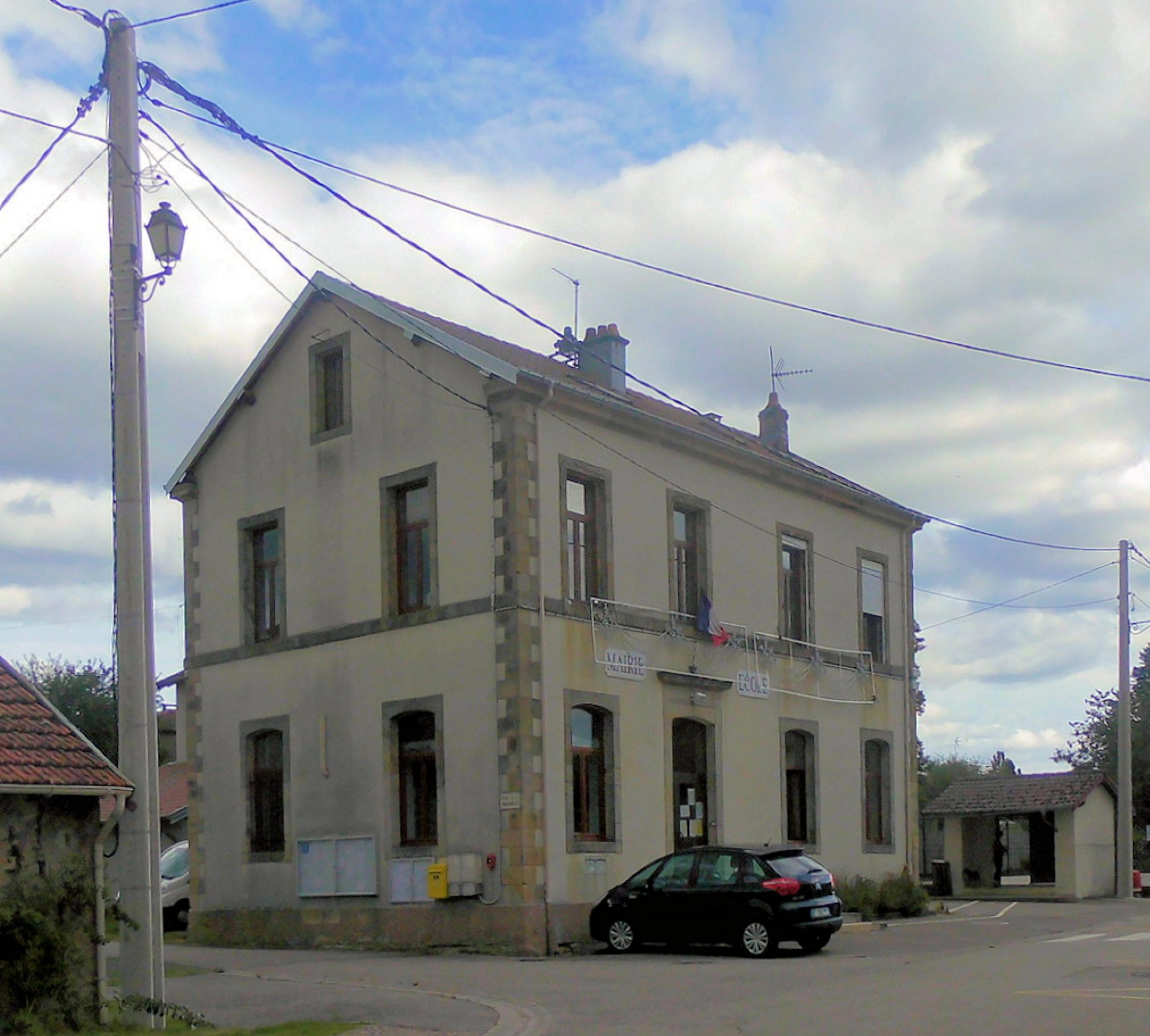
La mairie-école.

En 2023, le budget de la commune était constitué ainsi :
- total des produits de fonctionnement : 900 000 €, soit 3 251 € par habitant ;
- total des charges de fonctionnement : 334 000 €, soit 1 205 € par habitant ;
- total des ressources d'investissement : 22 000 €, soit 80 € par habitant ;
- total des emplois d'investissement : 163 000 €, soit 589 € par habitant ;
- endettement : 231 000 €, soit 833 € par habitant.

Avec les taux de fiscalité suivants :
- taxe d'habitation : 12,61 % ;
- taxe foncière sur les propriétés bâties : 30,72 % ;
- taxe foncière sur les propriétés non bâties : 11,34 % ;
- taxe additionnelle à la taxe foncière sur les propriétés non bâties : 0,00 % ;
- cotisation foncière des entreprises : 0,00 %.

Chiffres clés Revenus et pauvreté des ménages en 2021 : médiane en 2021 du revenu disponible, par unité de consommation : 23 080 €.

## Population et société

### Démographie

#### Évolution démographique
L'évolution du nombre d'habitants est connue à travers les recensements de la population effectués dans la commune depuis 1793. Pour les communes de moins de 10 000 habitants, une enquête de recensement portant sur toute la population est réalisée tous les cinq ans, les populations de référence des années intermédiaires étant quant à elles estimées par interpolation ou extrapolation. Pour la commune, le premier recensement exhaustif entrant dans le cadre du nouveau dispositif a été réalisé en 2007.

En 2022, la commune comptait 228 habitants, en évolution de −1,72 % par rapport à 2016 (Vosges : −2,96 %, France hors Mayotte : +2,11 %).
| 1793 | 1800 | 1806 | 1821 | 1831 | 1836 | 1841 | 1846 | 1856 |
| ---- | ---- | ---- | ---- | ---- | ---- | ---- | ---- | ---- |
| 244  | 275  | 315  | 286  | 310  | 321  | 313  | 344  | 307  |

| 1861 | 1866 | 1876 | 1881 | 1886 | 1891 | 1896 | 1901 | 1906 |
| ---- | ---- | ---- | ---- | ---- | ---- | ---- | ---- | ---- |
| 325  | 306  | 257  | 251  | 254  | 248  | 240  | 233  | 247  |

| 1911 | 1921 | 1926 | 1931 | 1936 | 1946 | 1954 | 1962 | 1968 |
| ---- | ---- | ---- | ---- | ---- | ---- | ---- | ---- | ---- |
| 235  | 171  | 171  | 167  | 160  | 138  | 160  | 166  | 153  |

| 1975 | 1982 | 1990 | 1999 | 2006 | 2007 | 2012 | 2017 | 2022 |
| ---- | ---- | ---- | ---- | ---- | ---- | ---- | ---- | ---- |
| 137  | 130  | 139  | 145  | 185  | 185  | 215  | 238  | 228  |

### Enseignement
Établissements d'enseignements :
- Écoles maternelles et primaires à Girecourt-sur-Durbion, Viménil, Grandvillers, Fontenay, Sainte-Hélène, Pierrepont-sur-l'Arentèle, Destord.
- Collèges à Bruyères, Rambervillers, Épinal.
- Lycées à Bruyères, La Baffe, Épinal.

### Santé
Professionnels et établissements de santé :
- Médecins à Grandvillers, Sercoeur, Brouvelieures, Bruyères, Deyvillers, Docelles, Rambervillers.
- Pharmacies à Bruyères, Deyvillers, Docelles, Rambervillers, Dogneville, Épinal.
- Hôpitaux à Bruyères, Rambervillers, Épinal, Golbey, Thaon-les-Vosges.

### Cultes
- Culte catholique, Paroisse Sainte-Thérèse-du-Durbion[33], Diocèse de Saint-Dié.

## Économie

### Entreprises et commerces

#### Agriculture
- Élevage de vaches laitières.
- Élevage d'autres bovins et de buffles.
- Élevage de volailles.
- Exploitation forestière.

#### Tourisme
- Hébergements et restauration à Grandvillers, Docelles, Jeanménil, Épinal, Tendon.

#### Commerces
- Commerces et services de proximité[34].

## Culture locale et patrimoine

### Lieux et monuments

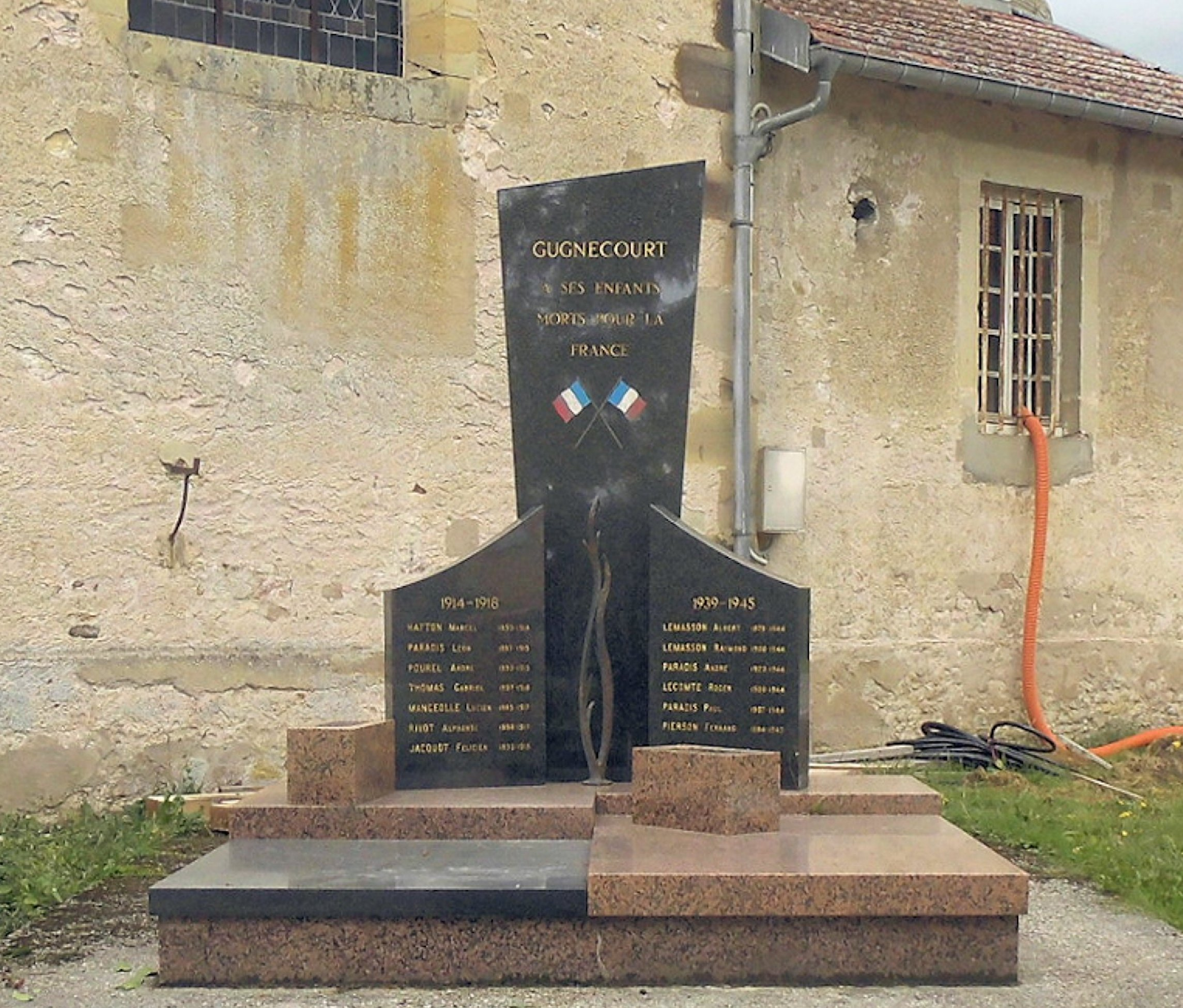
Monument aux morts.

- L'église de l'Assomption-de-Notre-Dame de style néo-roman[35],[36].

vitraux du maître verrier parisien Max Ingrand, posés en 1951,
maître-autel,
deux autels latéraux datant de 1857, à droite dédié à Sainte-Barbe, patronne de l’église et à gauche à Saint-Joseph,
statue : l’Éducation de la Vierge,
plaques commémoratives dans l'église, en souvenir des victimes des guerres 1914-1918 et 1939-1945,
orgue construit à partir d'éléments en réemploi. Facteur d'orgues Dargassies Bernard. Manufacture vosgienne de grandes orgues.
- Monument aux morts[40],[41].
- Croix de cimetière[42].
- Croix Grande Rue[43].
- Un gué permet de traverser le Durbion à pied.

### Personnalités liées à la commune
- Adrien Bailly, ancien directeur des Écoles Professionnelles Supérieures de Thaon-les-Vosges puis de Mulhouse[44].
- Médaillés de Sainte-Hélène[45] : Joseph Fays, Jean-Nicolas Ninot.

### Héraldique, logotype et devise
| Blason | Blasonnement : Mi-coupé parti d'azur à la tête de licorne d'argent, de gueules à l'alérion d'argent et d'or au sapin de sinople. |

## Pour approfondir